# 林龜年
林龜年，福建連江资寿铺人，明朝政治人物、進士出身。
洪武十七年，福建甲子乡试中舉。洪武十八年，登乙丑科會試中進士，擔任揭阳县丞。